# Barbacenia williamsii
Barbacenia williamsii är en enhjärtbladig växtart som beskrevs av Lyman Bradford Smith. Barbacenia williamsii ingår i släktet Barbacenia och familjen Velloziaceae. Inga underarter finns listade.